# TMDS
TMDS (англ. Transition Minimized Differential Signaling) - протокол кодування і передачі інформації на фізичному рівні.
На фізичному рівні для кодування і передачі інформації пропонувалися протоколи двох типів: диференціальних сигналів низької напруги (Low Voltage Differential Signaling , LVDS) і диференціальних сигналів з мінімізованими переходами (Transition Minimized Differential Signaling , TMDS).
Головна ідея, яка стоїть за цією технологією, полягає в тому, що електромагнітні збурення завжди впливають на обидва дроти витої пари, по якій передається сигнал, і тому ефективно фільтруються. Ця технологія є практично нечутливою до зовнішніх завад. Повна специфікація інтерфейсу DVI передбачає його роботу, як з цифровими, так і з аналоговими відеосигналами. Для цієї специфікації були розроблені два типи з'єднань - цифрове і комбіноване аналого-цифрове.

## Кодування і передача
Передавач TMDS кодує вхідний потік даних  перетворює його з паралельного виду в послідовний і направляє на приймач TMDS. Ширина вихідного потоку становить 24 біти , а формат переданих даних може бути будь-який. По каналу, крім інформації, можуть передаватися до 6 керуючих сигналів, сигнал дозволу даних (DE) і тактовий сигнал пікселів. Активний стан DE свідчить про передачу даних. При цьому кожен піксель передається за один період тактової частоти. Пасивний стан DE відповідає передачі керуючих сигналів. На їх формат, як і на формат представлення даних, ніяких обмежень не накладається, що дозволяє за допомогою технології TMDS передавати будь-який паралельний інформаційний потік.

## Просте з'єднання
Просте з'єднання TMDS містить три канали передачі даних і один канал для тактового сигналу.
Передавач містить три однакових шифратора, кожен з яких працює з одним каналом TMDS. На вхід шифратора надходять по 8 біт даних і 2 керуючого сигналу. Залежно від стану сигналу DE шифратор генерує 10-бітове слово (символ) або з даних, або з керуючих сигналів. Таким чином, на виході шифратора завжди присутній безперервний потік TMDS-символів.
Додавання до даних двох додаткових біт гарантує правильну дешифрацію на приймальній стороні. За рахунок надмірності символів генерується всього 460 унікальних комбінацій під час активного рядка і 4 - при передачі керуючих сигналів. Комбінації обрані таким способом, щоб кількість переходів з нуля в одиницю і навпаки було мінімальним.
Оскільки передача даних здійснюється одночасно по трьох каналах, на приймальній стороні виконується індивідуальне підстроювання фази тактового сигналу. Десятибітове кодування забезпечує приблизний баланс по постійному струму. Синхронізація декодера виконується під час передачі сигналів кадрового та рядкового бланків.
У варіанті подвійного з'єднання (dual link), вживаному в стандарті DVI,  використовуються 6 каналів даних замість трьох і один канал для передачі тактового сигналу. По першому з'єднанню передаються непарні пікселі, по другому - парні. Таким чином, пара пікселів передається за один такт TMDS.